# Dar-ui yeon-in - Bobogyeongsim ryeo
Dar-ui yeon-in - Bobogyeongsim ryeo (달의 연인 - 보보경심 려?, lett. "Gli amanti della luna - Bubujingxin ryeo"; titolo internazionale Moon Lovers: Scarlet Heart Goryeo) è un drama coreano trasmesso su SBS dal 29 agosto al 1º novembre 2016, e in contemporanea in Cina, Hong Kong, Malesia, Singapore e Indonesia, basato sul romanzo cinese Bubujingxin di Tong Hua.

## Trama
Triste e amareggiata dopo aver scoperto che il fidanzato la tradisce con una sua amica, durante un'eclissi di sole Go Ha-jin annega in un laghetto dopo aver salvato un bambino che vi era caduto dentro, e si ritrova nell'anno 941, durante il regno di Taejo, fondatore della dinastia Goryeo. Ha-jin si risveglia nel corpo di Hae Soo, cugina della moglie del principe Wang Uk, ottavo figlio del sovrano, e, resasi conto di non aver modo di tornare al suo tempo, decide di continuare a vivere a Goryeo. La ragazza viene aiutata ad adattarsi alla nuova realtà da Wang Uk, del quale si innamora, facendo anche la conoscenza degli altri principi della famiglia reale. Nel frattempo, il freddo e crudele quarto principe Wang So, adottato dalla famiglia Kang di Shinju dopo essere stato sfregiato in volto da bambino, torna al palazzo reale e, con il tempo, si innamora di Hae Soo. Quest'ultima, entrata a palazzo come cameriera, si ritrova ben presto coinvolta nelle lotte per il potere e il trono.

## Personaggi
- Quarto principe Wang So, interpretato da Lee Joon-gi
Quarto principe di Goryeo, da bambino è stato sfregiato in volto dalla madre, la regina vedova Yu, e pertanto è stato dato in adozione alla famiglia Kang di Shinju. Da quel momento, ha sempre dovuto indossare una maschera per nascondere la cicatrice ed è cresciuto venendo considerato da tutti un mostro, anche dalla famiglia reale, che lo ritiene un porta sfortuna. Ha un carattere violento e non permette a nessuno di vederlo senza maschera, ma inizia a cambiare quando incontra Hae Soo e s'innamora di lei.
- Go Ha-jin/Hae Soo, interpretata da Lee Ji-eun
Venditrice di cosmetici, viene tradita dal fidanzato con una sua amica e derubata; dopodiché, la sua anima viaggia nel tempo, dal 21º secolo al 10°, finendo nel corpo di Hae Soo, la sesta cugina della moglie dell'ottavo principe, residente a Songak da diversi anni per tenere compagnia alla cugina malata. Impossibilitata a tornare nel suo tempo, decide di continuare a vivere a Goryeo, dove il suo modo di pensare moderno e la sua disposizione amichevole, diversi da quelli della Hae Soo originaria, attirano l'attenzione dei principi.
- Wang Uk, interpretato da Kang Ha-neul
Ottavo principe di Goryeo, è un uomo versato nelle lettere e nelle arti, e abile con la spada e nelle arti marziali in generale. Dal carattere gentile e pacato, porta da sempre sulle spalle le responsabilità e le aspettative della famiglia materna, che lo vuole sul trono. L'incontro con Hae Soo, della quale s'innamora, gli fa desiderare di vivere finalmente la vita che non ha mai avuto, con gioia e leggerezza.
- Wang Yo, interpretato da Hong Jong-hyun
Terzo principe di Goryeo e fratello di sangue di Wang So e Wang Jeong, è un uomo arrogante e avido cresciuto dalla madre per salire al trono. Ama mettere in difficoltà gli altri e scuoterli sfruttando le loro debolezze.
- Re Taejo, interpretato da Jo Min-ki
Primo sovrano di Goryeo, per proteggere il paese ha stretto numerose alleanze matrimoniali, dalle quali sono nati molti figli e figlie. L'amore per Wang Mu, suo figlio maggiore, ha causato scontento tra molti dei suoi figli.
- Regina vedova Yu, interpretata da Park Ji-young
Originaria della famiglia Yu di Chunju, una delle casate nobili più importanti, è una perfezionista che non ammette difetti, e pertanto, da quando Wang So è rimasto sfregiato, rimpiange di esserne la madre e lo odia. Amando profondamente re Taejo, si sente ferita dai suoi numerosi matrimoni, e di conseguenza vuole rendere suo figlio Wang Yo sovrano per vendicarsi.
- Regina Hwangbo, interpretata da Jung Kyung-soon
Madre di Wang Uk e Yeon-hwa, è una persona virtuosa, frugale e saggia spesso presa di mira dalla regina Yu. A causa di un complotto di quest'ultima, un tempo è stata cacciata da palazzo, ma alla fine è riuscita a tornare. Rimpiange che le pressioni della sua famiglia siano ricadute sui suoi figli, distorcendo le loro vite, ma vuole che Uk diventi re.
- Hwangbo Yeon-hwa, interpretata da Kang Han-na
Sorella di Wang Uk, è la figlia più amata da re Taejo, che l'ha avuta dalla regina Hwangbo. Ha la bellezza e la dignità di una principessa, ma è anche ossessionata dallo status sociale e vuole vedere Wang Uk sul trono, non potendo, in quanto donna, aspirare a diventare re. È innamorata di Wang So e odia Hae Soo.
- Wang Mu, interpretato da Kim San-ho
Principe ereditario di Goryeo e primo figlio di re Taejo, che ha aiutato a fondare Goryeo, è gentile, ma abile nelle arti marziali; tuttavia, gli mancano la forza e le alleanze per diventare un buon sovrano.
- Wang Won, interpretato da Yoon Sun-woo
Nono principe di Goryeo, è un uomo interessato alla ricchezza la cui lealtà varia in base alla situazione.
- Wang Eun, interpretato da Byun Baek-hyun
Decimo principe di Goryeo, è infantile e ama i giocattoli. S'innamora di Hae Soo, ma gli viene combinato un matrimonio con Park Soon-deok, figlia del generale Park Su-gyeong. È il nipote di Wang Gyu, un suddito meritevole che aiutò re Taejo a fondare Goryeo.
- Baek-ah, interpretato da Nam Joo-hyuk
Tredicesimo principe di Goryeo, nato Wang Uk ma conosciuto principalmente con il suo soprannome Baek-ah, è cresciuto con un grande senso artistico fin dall'infanzia: tra calligrafia, pittura, musica e arte delle ceramiche, non c'è nulla che non sappia fare. Poiché sua madre faceva parte della famiglia reale di Silla, un regno caduto, non ha possibilità di ascendere al trono. È noto come l'uomo più bello di Goryeo e si dice che tutte le donne lo desiderino. S'innamora di Woo-hee.
- Wang Jeong, interpretato da Ji Soo
Quattordicesimo principe di Goryeo e fratello di sangue di Wang Yo e Wang So, è il più amato dalla madre e ha la dote di farsi amare da tutti. In seguito, entra nell'esercito e s'innamora di Hae Soo, nascondendole, però, i suoi sentimenti.
- Dama Hae Myeong, interpretata da Park Si-eun
Moglie dell'ottavo principe Wang Uk e cugina di Hae Soo, è una donna elegante dalla salute cagionevole. S'innamorò del principe durante l'esilio della famiglia di lui da Songak, e, sposandolo, gli permise di fare ritorno alla capitale e acquisire potere.
- Park Soon-deok, interpretata da Z.Hera
Figlia del generale Park Su-gyeong, diventa la moglie di Wang Eun. Fin da bambina, ha combattuto sul campo di battaglia insieme al padre.
- Choi Ji-mong, interpretato da Kim Sung-kyun
L'astrologo reale, è un genio e un inventore leale al principe ereditario, suo amico d'infanzia.
- Woo-hee, interpretata da Seohyun
Principessa del regno caduto dell'Hubaekje e unica sopravvissuta della famiglia reale, dopo aver perso la sua terra e i suoi parenti ha cercato di togliersi la vita, ma è andata avanti per vendicarsi di re Taejo. S'infiltra nel palazzo reale come gisaeng per perseguire il suo piano, ma s'innamora di Baek-ah.
- Chae-ryung, interpretata da Jin Ki-joo
Cameriera personale di Hae Soo e sua confidente.
- Park Su-gyeong, interpretato da Sung Dong-il
Generale di Goryeo, ha aiutato re Taejo a fondare il regno. Nonostante i modi di fare bruschi, è molto amorevole con la figlia Soon-deok.
- Wang Sik-ryeom, interpretato da Park Jung-hak
Fratello di re Taejo e ministro di Goryeo.
- Oh Soo-yeon, interpretata da Woo Hee-jin
La dama di corte di rango più alto al Damiwon, il palazzo dove i principi fanno il bagno, è una donna carismatica che non esprime facilmente i suoi sentimenti. Prima della fondazione di Goryeo, era l'amata di Taejo, ed è entrata a palazzo per aiutarlo a diventare re. Diventa l'insegnante di Hae Soo e si preoccupa che interagisca con i principi, nel timore che anche la ragazza vada incontro al suo stesso destino.
- Park Yeong-gyu, interpretato da Choi Byung-mo
Ministro di Goryeo.
- Membro della famiglia Kang, interpretato da Kim Kang-il
- Wang Gyu, interpretato da ?
Nonno di Wang Eun.
- Kyeonghwa, interpretata da Jang Seo-hee
Figlia di Wang Mu.
- Seol, interpretata da Seo Ga-eun
Figlia di Wang So e Hae Soo.

## Produzione

### Pre-produzione
Il 25 giugno 2015, il regista Kim Kyu-tae e la sua casa di produzione BaramiBunda inc. annunciarono di essere nelle prime fasi della realizzazione di una versione coreana del romanzo Bubujingxin della scrittrice cinese Tong Hua, dal quale nel 2011 era stata tratta, in patria, una serie omonima di successo. NBC Universal si unì agli investitori il 15 settembre seguente, coprendo metà del budget di 15 miliardi di won e alzando le aspettative nei confronti della serie, che sarebbe stata girata interamente prima della messa in onda per poterla trasmettere in contemporanea in Cina e all'estero; il 25 gennaio 2016, anche la YG Entertainment si unì gli investitori.
Rispetto al romanzo, ambientato nella Cina dei Qing, Dar-ui yeon-in si svolge durante Goryeo, e gli episodi, stando alle dichiarazioni della sceneggiatrice Jo Yoon-young, sono stati composti per rivelare diversi aspetti culturali dei tempi. Il regista Kim Kyu-tae, al suo primo drama storico, si è invece concentrato in particolare sull'aspetto artistico. Il sottotitolo Bobogyeongsim è un rimando al titolo dell'opera cinese e significa "camminare attentamente passo dopo passo". Tutti i gioielli sono stati creati da Jung Jae-in della Minhwi Art Jewelry, ed IU stessa ha elaborato l'idea dello spillone per capelli con la peonia donato da Wang So alla protagonista; l'artista Lee Hoo-chang, invece, ha disegnato e supervisionato la produzione delle oltre cento maschere apparse nel drama.

### Casting e riprese
L'11 novembre 2015 fu reso noto che a Lee Joon-gi era stata offerta la parte del protagonista Wang So, mentre il 18 novembre fu riferito che Hwang Jung-eum stava considerando il ruolo della protagonista femminile. IU entrò in discussione per la stessa parte a fine dicembre, e fu confermata nel ruolo insieme a Lee Joon-gi il 4 gennaio 2016. Il giorno dopo fu annunciata la partecipazione al progetto di Kang Ha-neul, Hong Jong-hyun, Baekhyun, Nam Joo-hyuk e Ji Soo nelle parti degli altri principi figli di Taejo.
Per interpretare Wang So, Lee Joon-gi ha perso 15 chili fino a raggiungere l'aspetto da "bestia ferita" desiderato dal regista. Kang è stato invece attirato dal ruolo dell'ottavo principe Wang Uk per via della crescita da principe che trattiene le sue emozioni a persona libera di fare ciò che vuole.
La prima lettura del copione avvenne l'8 gennaio.
| Luoghi delle riprese |
| --- |
| ♦ Lago Cheonjuho ♦ Residenza Seon-gyojang Giardino · Wolhwawon · ♦ ♦ Icheon ♦ Ondal Tourist Park ♦ Yoseonjeong ♦ Baekje Cultural Center ♦ · Residenza Moon di Nampyeong ♦ Lago Bang-ok ♦ Lago di Mir-yang Naju Image Theme Park ♦ ♦ Tempio Man-yeonsa Eremo Saseong-am · ♦ · Tempio Unjusa ♦ Padiglione Seyeonjeong |

Precedute da un rituale portafortuna il 27 gennaio, le riprese, della durata stimata di cinque mesi, iniziarono nel febbraio 2016 al padiglione Yoseonjeong e alle rocce Yoseon-am nella contea di Yeongwol, provincia di Gangwon, terminando nelle prime ore del 1º luglio, quando IU girò la sua ultima scena dall'episodio 20; Lee Joon-gi terminò invece il 30 giugno sul set di Icheon, provincia di Gyeonggi.
Tra gli altri luoghi delle riprese ci furono il Baekje Cultural Center, il Naju Image Theme Park, l'Ondal Tourist Park nella contea di Danyang, Chungcheong Settentrionale; i templi Unjusa e Man-yeonsa nella contea di Hwasun; l'eremo Saseong-am sul monte Osan, nella contea di Gurye; il giardino Wolhwawon nel parco Hyowon a Suwon; il padiglione Seyeonjeong sull'isola Bogil, il lago Cheonjuho nella Pocheon Art Valley, il lago di Mir-yang, il lago di Ban-gok, la residenza Seon-gyojang a Gangneung e il complesso di case hanok della famiglia Moon di Nampyeong a Taegu.

### Trasmissione

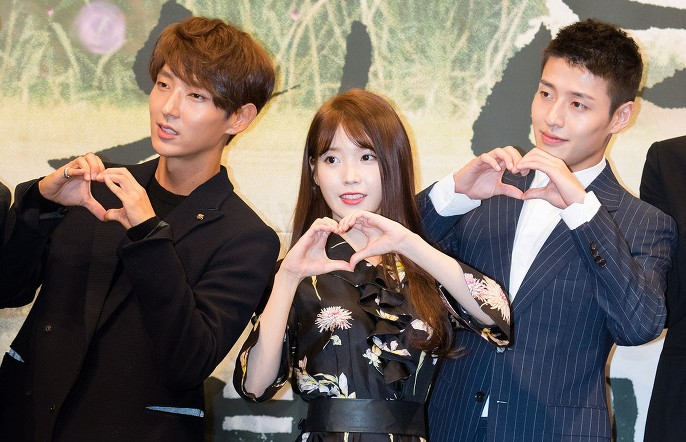
I protagonisti Lee Joon-gi, Lee Ji-eun (IU) e Kang Ha-neul alla conferenza stampa del drama, 24 agosto 2016.

La piattaforma di streaming cinese Youku comprò Dar-ui yeon-in - Bobogyeongsim ryeo a 400.000 dollari per episodio, facendolo diventare il drama coreano venduto al prezzo più alto, superando i record di Tae-yang-ui hu-ye e Hamburo aeteuthage, che erano invece stati venduti alla Cina a 250.000 dollari per episodio. Il record fu poi battuto alcuni mesi dopo da Man to Man.
Il 27 agosto 2016, due giorni prima della messa in onda, la rete sudcoreana SBS mandò in onda un'anteprima di un'ora contenente un'introduzione storica presentata dal professore di Storia Seol Min-seok, dietro le quinte e interviste agli attori; il drama, composto da 20 episodi, iniziò ufficialmente il 29 agosto al lunedì e martedì in contemporanea in Cina, Hong Kong, Australia, Cambogia, Malaysia, Singapore, Brunei e Indonesia, trasmettendo eccezionalmente i primi due episodi uno dopo l'altro, e si concluse il 1º novembre.
Un secondo episodio speciale, contenente l'introduzione storica già presentata nell'anteprima di agosto e un riassunto dei primi sette episodi, fu trasmesso il 14 settembre in occasione del Chuseok.
Il 3 settembre i primi tre episodi furono rimandati in onda in versione Director's Cut in seguito a osservazioni degli spettatori sulla colonna sonora e sulla presenza di tanti personaggi, ritenuta fonte di distrazione.

### Finale alternativo
Il 1º novembre 2016, al termine della messa in onda, sulla community del sito dedicato dalla SBS al drama comparvero numerosi post di utenti che chiedevano una seconda stagione, come avvenuto per la serie cinese. Furono anche lanciate petizioni per la pubblicazione dei DVD in versione Director's Cut con tutte le scene cancellate.
Il 7 novembre 2016 IU pubblicò su Instagram una foto dalle riprese dell'ultima scena di Dar-ui yeon-in mostrante, oltre a Ha-jin in lacrime a una mostra su Goryeo allestita nella moderna Seul, anche una mano maschile che le offriva un fazzoletto, a differenza di quanto accaduto nel drama. La foto portò a delle speculazioni sull'esistenza di un possibile finale alternativo non trasmesso nel quale la donna incontra Wang So o una sua reincarnazione.
Il 17 aprile 2021, Lee Joon-gi ospitò un programma online per festeggiare il suo compleanno, durante il quale l'attore e IU, in collegamento telefonico, confermarono l'esistenza della scena ed espressero la loro disponibilità a girare una seconda stagione. Lee Joon-gi tornò sull'argomento il 31 marzo 2022 al programma MMTG, raccontando che nella scena Wang So, con i capelli corti e un completo, si avvicinava a Ha-jin per consegnarle un fazzoletto, ignaro di chi lei fosse, e se ne andava dopo averle sorriso; tuttavia, si voltava quando la donna chiamava il suo nome. Lee aggiunse che il regista aveva dibattuto a lungo se includere la scena, optando alla fine per una conclusione più profonda e dolorosa.

## Colonna sonora
CD 1
Edizioni musicali CJ E&M Music, Nyam Nyam Entertainment.
1. Chen, Byun Baek-hyun, Xiumin – For You (너를 위해) – 3:18
2. Loco, Punch – Say Yes – 3:46
3. I.O.I – I Love You, I Remember You (사랑해 기억해) – 4:05
4. Davichi – Forgetting You (그대를 잊는다는 건) – 3:12
5. Kim Tae-yeon – All With You – 3:54
6. Epik High, Lee Hi – Can You Hear My Heart (내 마음 들리나요) – 4:08
7. Baek A-yeon – A Lot Like Love (사랑인 듯 아닌 듯) – 3:23
8. SG Wannabe – Confess (고백합니다) – 3:40
9. Im Sun-hye – Will Be Back (꼭 돌아오리) – 3:25
10. Lee Hi – My Love (내 사랑) – 3:40
11. Jung Seung-hwan – Wind (바람) – 3:38
12. AKMU – Be With You – 3:06

Durata totale: 43:15
CD 2
Edizioni musicali CJ E&M Music, Nyam Nyam Entertainment.
1. Im Do-hyuk – Goodbye (안녕) – 4:28
2. AA.VV. – The Prince – 2:02
3. AA.VV. – Agonal Howl – 2:56
4. AA.VV. – Hae Soo – 2:05
5. AA.VV. – Wraith – 2:29
6. AA.VV. – One for Me – 2:40
7. AA.VV. – Wing of Goryeo – 4:32
8. AA.VV. – Appassionata – 2:11
9. AA.VV. – Vendetta – 1:53
10. AA.VV. – Be Your Love – 2:55
11. AA.VV. – Gesture of Resistance – 4:39
12. AA.VV. – Love of Hae Soo – 3:00
13. AA.VV. – Pastoral Morning – 2:45
14. AA.VV. – Great Nebula – 4:03
15. AA.VV. – The Sorrow of Prince – 2:28
16. AA.VV. – Battle Bobo – 2:28

Durata totale: 47:34

## Accoglienza

### Critica
Dopo la première, le recensioni degli spettatori furono miste: l'adattamento della storia, la colonna sonora e la fotografia furono lodate, mentre fu ritenuto che solo la recitazione di Lee Joon-gi fosse degna di nota; le critiche furono indirizzate in particolare a Baekhyun e a Lee Ji-eun (IU). Sebbene per alcuni critici l'attrice stesse facendo un buon lavoro "vista la natura di Dar-ui yeon-in, dove l'umore cambia in ogni scena", la maggioranza ritenne che i primissimi piani caratteristici della regia di Kim Kyu-tae, efficaci se è possibile esprimere varie emozioni con il viso, rendessero invece palesi l'immaturità e i difetti di recitazione. Mentre per Kim Yoo-jin di TenAsia la brevità del drama (20 episodi contro i 35 della versione cinese) e il passo veloce non permettevano di introdurre ogni personaggio, per MediaUs i primi due episodi furono interessanti perché creavano un buon collegamento tra i personaggi attraverso sviluppi rapidi, suggerendo però che, se Dar-ui yeon-in si fosse concentrato sulle lotte di potere dell'era di Taejo "invece che presentare una versione ambientata a Goryeo di Kkotboda namja", sarebbe stato possibile ottenere una risposta positiva dagli spettatori di sesso maschile interessati ai drama politici.
Anche il fatto che la serie non fosse una storia originale, ma un remake, fu indicato come motivo degli ascolti deludenti perché creava nei potenziali spettatori l'idea preconcetta che la storia fosse pesante e difficile da avvicinare. Per Hankook Ilbo, il pubblico era stanco di cattivi ragazzi ed emozioni complicate, e preferiva invece un protagonista gentile e una storia semplice come in Gureumi geurin dalbit. La causa principale dei bassi ascolti fu identificata, però, nella pre-produzione del drama, che rendeva impossibile fare cambiamenti in corso d'opera in base ai feedback perché le riprese erano già terminate. La rete cercò di ovviare al problema modificando gli episodi già montati a partire dal sesto, aggiungendo scene nuove e togliendone altre, andando così a creare una versione del drama diversa da quella venduta all'estero in precedenza.
A detta di Lee Woong di Yonhap News, la prima parte del drama concentrava l'attenzione sul triangolo amoroso dei protagonisti, mentre i conflitti scaturivano dall'amore patologico della regina Yoo per Wang Yo e le sue azioni malvagie per fare di lui l'imperatore, rendendo la serie troppo fragile. Furono anche sollevati dubbi sulla plausibilità degli sviluppi, come le conoscenze storiche della protagonista e che la cicatrice di Wang So potesse essere coperta con dei cosmetici. Dopo la messa in onda degli episodi 8 e 9 il critico di cultura Ha Jae-keun commentò "Dar-ui yeon-in ha perso spettatori per via dei personaggi e delle situazioni difficili con i quali è difficile rapportarsi. La mancanza di empatia ha fatto sentire gli spettatori meno coinvolti e non li ha catturati. Se il drama mostrerà storie d'amore chiare e lotte politiche da parte degli attori principali, possiamo aspettarci un rimbalzo degli ascolti". A partire dall'episodio 10, l'atmosfera della serie cambiò con l'inizio della battaglia per il trono tra i principi, e lo sviluppo di una tridimensionalità nei personaggi fino ad allora "piatti e noiosi": sempre Yonhap News scrisse che "IU ha perso la sua recitazione comica e compreso le emozioni di Hae Soo di fronte a un tragico destino. Wang Wook, che non è riuscito a conquistare l'amore ed è ansioso di scegliere il potere per la sopravvivenza della sua famiglia, è diventato una persona reale tragica ma empatica". Anche Lee Seung-rok di MyDaily notò che, dopo la trasformazione in tragedia nella seconda parte, la recitazione, la regia e la sceneggiatura avessero trovato stabilità, contribuendo a incrementare gli ascolti.
Le opinioni sul finale furono discordanti: nonostante la buona recitazione degli attori, gli spettatori lamentarono l'eccessiva presenza di pubblicità indiretta di cosmetici nell'ultimo episodio. Sul drama in generale, Lee Woong di Yonhap News espresse un'opinione positiva, scrivendo che Dar-ui yeon-in ritraeva fedelmente la tragedia di un amore, tragico "non per malintesi, gelosia o egoismo", ma perché "un giorno gli ideali che insegue devono infrangersi di fronte alla realtà. Ha prodotto una catarsi irresistibile estremizzando in modo coinvolgente le contraddizioni tragiche dell'amore. [...] Non è scappato dalla tragicità della realtà né l'ha glorificata come ogni altro fantasy, ma piuttosto ha usato il fantasy come strumento drammatico per mostrare la tragedia della realtà. [...] Dar-ui yeon-in ritrae un amore che appassisce di fronte al potere. [...] La dinastia Goryeo visitata da Go Ha-jin è stata il palco dove esibire le stesse contraddizioni che incontriamo nella vita di tutti i giorni".
Anche la recitazione di Park Si-eun e Woo Hee-jin nei loro ultimi episodi fu lodata per la solidità e la maturità, e la testata Oh My Star notò che, "rispetto all'inizio, la recitazione di Lee Ji-eun sembra essersi fusa nel drama grazie al forte sostegno di Woo Hee-jin".
Dopo cinque episodi, il Quotidiano del Popolo scrisse "la versione cinese è più calma e stabile, mentre la versione coreana va maggiormente incontro alla nuova generazione di spettatori online: lo stile generale è brillante, con l'aggiunta di molti elementi comici: la gestione di questi dettagli riflette l'atteggiamento serio della Corea del Sud nel rifare un lavoro straniero".

### Pubblico
Secondo Nielsen Korea, a livello nazionale il primo episodio registrò un indice d'ascolto del 7,4%, il secondo del 9,3%, mentre il terzo scese al 7%, toccando il minimo, 5,7%, con l'episodio 4. Lo share ritornò a salire dall'episodio 10, scese di nuovo all'episodio 16 con il 5,9%, mentre raggiunse il massimo con l'ultimo episodio, che registrò un indice d'ascolto del 11,3%. Con una media di ascolti, nelle dieci settimane di messa in onda, del 7,6% per Nielsen Korea e 7,3% per TNMS a livello nazionale, la serie fu considerata un fallimento per la sua performance sotto le aspettative.
Dar-ui yeon-in fu messo a confronto con Gureumi geurin dalbit, un altro drama storico di diverso contenuto trasmesso contemporaneamente su KBS2, durante tutta la messa in onda: restò all'ultimo posto a livello di share tra i drama trasmessi la stessa sera dai tre canali televisivi principali, ma registrò l'indice d'influenza dei contenuti più alto nella seconda settimana di settembre e ottobre. Con la fine di Gureum geurin dalbit il 18 ottobre, gli ascolti iniziarono a salire costantemente e Dar-ui yeon-in fu il drama con lo share più alto per la sera del 24 ottobre.
| Episodio  | Data di trasmissione | Dati TNMS           | Dati TNMS                  | Dati AGB            | Dati AGB                   |
| Episodio  | Data di trasmissione | A livello nazionale | Area metropolitana di Seul | A livello nazionale | Area metropolitana di Seul |
| --------- | -------------------- | ------------------- | -------------------------- | ------------------- | -------------------------- |
| Anteprima | 27 agosto 2016       | 3,7%                | 4,2%                       | 3,6%                | 4,0%                       |
| 1         | 29 agosto 2016       | 7,9%                | 9,1%                       | 7,4%                | 8,0%                       |
| 2         | 29 agosto 2016       | 8,9%                | 10,0%                      | 9,3%                | 10,4%                      |
| 3         | 30 agosto 2016       | 7,1%                | 7,8%                       | 7,0%                | 8,0%                       |
| 4         | 5 settembre 2016     | 6,1%                | 6,7%                       | 5,7%                | 6,3%                       |
| 5         | 6 settembre 2016     | 6,2%                | 6,8%                       | 6,0%                | 7,3%                       |
| 6         | 12 settembre 2016    | 5,1%                | 7,7%                       | 5,7%                | 6,8%                       |
| 7         | 13 settembre 2016    | 5,2%                | 6,4%                       | 5,8%                | 6,6%                       |
| Speciale  | 14 settembre 2016    | N.D.                | N.D.                       | 3,4%                | N.D.                       |
| 8         | 19 settembre 2016    | 5,3%                | 5,8%                       | 6,9%                | 8,6%                       |
| 9         | 20 settembre 2016    | 6,1%                | 6,4%                       | 6,2%                | 7,9%                       |
| 10        | 26 settembre 2016    | 6,4%                | 7,4%                       | 7,1%                | 8,2%                       |
| 11        | 27 settembre 2016    | 6,5%                | 6,7%                       | 7,5%                | 8,5%                       |
| 12        | 3 ottobre 2016       | 6,8%                | 7,1%                       | 7,9%                | 8,8%                       |
| 13        | 4 ottobre 2016       | 7,3%                | 7,5%                       | 8,2%                | 9,3%                       |
| 14        | 10 ottobre 2016      | 6,5%                | 7,2%                       | 6,8%                | 7,5%                       |
| 15        | 11 ottobre 2016      | 8,7%                | 9,2%                       | 8,2%                | 9,2%                       |
| 16        | 18 ottobre 2016      | 5,8%                | 6,2%                       | 5,9%                | 6,8%                       |
| 17        | 24 ottobre 2016      | 9,9%                | 10,6%                      | 9,8%                | 10,6%                      |
| 18        | 25 ottobre 2016      | 10,7%               | 10,6%                      | 10,1%               | 11,2%                      |
| 19        | 31 ottobre 2016      | 9,0%                | 10,1%                      | 9,0%                | 9,8%                       |
| 20        | 1º novembre 2016     | 10,8%               | 11,8%                      | 11,3%               | 12,2%                      |
| Media     | Media                | 7,32%               | 8,08%                      | 7,59%               | 8,63%                      |

L'accoglienza all'estero e in internet fu più positiva che in patria: scelto come drama della seconda metà del 2016 più atteso in Cina, sulla piattaforma di streaming online Youku arrivò a 300 milioni di visualizzazioni dopo i primi tre episodi, raggiungendo più di un miliardo dopo l'episodio 9 e due miliardi dopo l'episodio 18. Le anticipazioni degli episodi successivi pubblicate attraverso Naver TV Cast, il portale più grande della Corea, raggiunsero invece più di un milione di visualizzazioni l'una a inizio ottobre.
Secondo Kantar Media, in Malesia e Singapore gli ascolti furono tripli rispetto a quelli di Gureumi geurin dalbit, con uno share superiore al 70% nella sua fascia oraria, e a Singapore fu terzo nei Google Trends 2016 nella sezione degli show televisivi. Raggiunse il primo posto nella classifica dei drama del servizio di video on demand taiwanese KKTV nella settimana 19-25 settembre, e fu primo nei contenuti principali del servizio VOD di Hong Kong Laiko dalla prima settimana di settembre.
Su DramaFever, che lo rese disponibile per la visione in Nord e Sud America, registrò più di due milioni di visualizzazioni entro metà serie. A un sondaggio americano condotto sui consumatori di contenuti coreani a ottobre 2016, Dar-ui yeon-in e Lee Joon-gi si piazzarono secondi nelle classifiche dei drama e degli attori preferiti, mentre IU arrivò terza in quella delle attrice preferite.
Dar-ui yeon-in figurò anche al terzo posto tra i drama più discussi nel corso dell'anno secondo l'istituto di ricerca Good Data Corporation, dopo Tae-yang-ui hu-ye e Gureumi geurin dalbit. Attraverso Dar-ui yeon-in, la popolarità di Lee Joon-gi crebbe e il nome dell'attore figurò spesso primo tra i termini di ricerca in tempo reale e nelle liste settimanali delle parole chiave più cercate nei vari portali coreani. Nell'episodio 8, la sua performance nell'ultima scena attirò l'attenzione degli spettatori e il suo nome, il titolo del drama e "Gwangjong" raggiunsero i primi posti nelle ricerche.

## Riconoscimenti
Il 28 ottobre 2016 Dar-ui yeon-in ricevette il premio "Orgoglio della cultura coreana" ai Korea Brand Award "per il contributo allo scambio di contenuti culturali" tra Corea e Cina, e a fine anno fu candidato a dodici premi agli SBS Drama Award, tra cui il Daesang (Gran premio) per Lee Joon-gi, vincendone sette.
| Anno | Premio              | Categoria                                                              | Ricevente                | Risultato       |
| ---- | ------------------- | ---------------------------------------------------------------------- | ------------------------ | --------------- |
| 2016 | Korea Brand Award   | Orgoglio della cultura coreana                                         |                          | Vincitore/trice |
| 2016 | SBS Drama Award     | Premio alla massima eccellenza, attore in un drama di genere o fantasy | Lee Joon-gi              | Candidato/a     |
| 2016 | SBS Drama Award     | Premio all'eccellenza, attore in un drama fantasy                      | Kang Ha-neul             | Vincitore/trice |
| 2016 | SBS Drama Award     | Premio all'eccellenza, attore in un drama fantasy                      | Hong Jong-hyun           | Candidato/a     |
| 2016 | SBS Drama Award     | Premio all'eccellenza, attrice in un drama fantasy                     | Kang Han-na              | Candidato/a     |
| 2016 | SBS Drama Award     | Premio speciale alla recitazione, attore in un drama fantasy           | Kim Sung-kyun            | Candidato/a     |
| 2016 | SBS Drama Award     | Premio speciale alla recitazione, attrice in un drama fantasy          | Seohyun                  | Vincitore/trice |
| 2016 | SBS Drama Award     | Premio stella della hallyu                                             | Lee Joon-gi              | Vincitore/trice |
| 2016 | SBS Drama Award     | Premio stella della hallyu                                             | Lee Ji-eun               | Candidato/a     |
| 2016 | SBS Drama Award     | Premio miglior coppia                                                  | Lee Joon-gi e Lee Ji-eun | Vincitore/trice |
| 2016 | SBS Drama Award     | Premio migliori dieci stelle                                           | Lee Joon-gi              | Vincitore/trice |
| 2016 | SBS Drama Award     | Premio nuova stella                                                    | Byun Baek-hyun           | Vincitore/trice |
| 2016 | SBS Drama Award     | Premio dell'accademia degli idol, miglior sgobbone                     | Lee Ji-eun               | Vincitore/trice |
| 2016 | Asia Artist Award   | Premio miglior stella, attore                                          | Kang Ha-neul             | Candidato/a     |
| 2016 | Asia Artist Award   | Premio popolarità                                                      | Byun Baek-hyun           | Vincitore/trice |
| 2016 | Asia Artist Award   | Premio miglior esordiente                                              | Byun Baek-hyun           | Candidato/a     |
| 2016 | Asia Artist Award   | Premio miglior esordiente                                              | Nam Joo-hyuk             | Candidato/a     |
| 2016 | Asia Artist Award   | Premio miglior esordiente                                              | Ji Soo                   | Candidato/a     |
| 2017 | Baeksang Arts Award | Miglior nuova attrice                                                  | Kang Han-na              | Candidato/a     |
| 2017 | DramaFever Award    | Miglior cast                                                           |                          | Vincitore/trice |
| 2017 | DramaFever Award    | Miglior drama storico                                                  |                          | Vincitore/trice |

## Distribuzioni internazionali
| Paese                    | Canale                     | Prima TV                        | Titolo adottato                     | Note                                    |
| ------------------------ | -------------------------- | ------------------------------- | ----------------------------------- | --------------------------------------- |
| Cina                     | Youku, Mango TV            | 29 agosto-1º novembre 2016      | 月之戀人－步步驚心：麗              | Versione internazionale, 20 episodi     |
| Hong Kong                | LeTV                       | 29 agosto-1º novembre 2016      | 月之戀人－步步驚心：麗              | Versione internazionale, 20 episodi     |
| Malaysia                 | ONE TV ASIA                | 29 agosto-1º novembre 2016      | Scarlet Heart                       | Versione internazionale, 20 episodi     |
| Singapore                | ONE TV ASIA                | 29 agosto-1º novembre 2016      | Scarlet Heart                       | Versione internazionale, 20 episodi     |
| Indonesia                | ONE TV ASIA                | 29 agosto-1º novembre 2016      | Scarlet Heart                       | Versione internazionale, 20 episodi     |
| Cambogia                 | ONE TV ASIA                | 29 agosto-1º novembre 2016      | Scarlet Heart                       | Versione internazionale, 20 episodi     |
| Australia                | ONE TV ASIA                | 29 agosto-1º novembre 2016      | Scarlet Heart                       | Versione internazionale, 20 episodi     |
| Brunei                   | ONE TV ASIA                | 29 agosto-1º novembre 2016      | Scarlet Heart                       | Versione internazionale, 20 episodi     |
| Taiwan                   | Star Entertainment Channel | 25 settembre-25 dicembre 2016   | 步步驚心：麗                        |                                         |
| Vietnam                  | HTV2 Youtube               | 29 agosto-1º novembre 2016      | Người tình ánh trăng                | Versione SBS, 20 episodi, sottotitolato |
| Vietnam                  | HTV2                       | 30 settembre 2016-?             | Người tình ánh trăng                | Versione SBS, 26 episodi, doppiato      |
| Giappone                 | KNTV                       | 17 settembre 2016-?             | 麗＜レイ＞～花萌ゆる8人の皇子たち～ | Versione internazionale, 20 episodi     |
| Giappone                 | KNTV                       | 3 dicembre 2016-4 febbraio 2017 | 麗＜レイ＞～花萌ゆる8人の皇子たち～ | Versione SBS, 20 episodi                |
| Greater Los Angeles Area | LA 18 KSCI-TV              | 26 settembre-29 novembre 2016   | Scarlet Heart                       |                                         |
| Thailandia               | 3 Family                   | 27 ottobre-30 novembre 2016     | ข้ามมิติ ลิขิตสวรรค์                      | 25 episodi                              |
| Filippine                | GMA                        | 27 marzo-8 giugno 2017          | Scarlet Heart - Malapit na          | Versione SBS, 40 episodi                |
| Sri Lanka                | Iflix                      | 11 aprile 2017                  | Scarlet Heart: Ryeo                 |                                         |
| Iran                     | GEM TV                     | 2017                            | عاشقان ماه                          |                                         |
| Romania                  | TVR2                       | 29 novembre-30 dicembre 2017    | Iubire sub vraja lunii              |                                         |
| Turchia                  | Kanal 7                    | 16 luglio-4 agosto 2018         | Aşka Yolculuk                       | Versione internazionale, 20 episodi     |